# Tylecodon ventricosus
Tylecodon ventricosus ist eine Pflanzenart der Gattung Tylecodon in der Familie der Dickblattgewächse (Crassulaceae).

## Beschreibung
Tylecodon ventricosus wächst mit sehr unterschiedlichem Habitus und wenig verzweigt als Geophyt oder mit über der Erde ausgebreiteten Trieben. Die Pflanzen werden bis 16 Zentimeter hoch und bis 30 Zentimeter im Durchmesser. Es werden knollige Wurzeln ausgebildet, deren Knollen länglich kugelig sind und 1,6 bis 2 Zentimeter breit und 2,8 Zentimeter lang werden. An den Trieben sind kurze bis längliche Phyllopodien vorhanden, welche spitz zulaufen, bis 8 Millimeter lang werden und graugrün gefärbt sind. Die aufsteigenden bis ausgebreiteten Blätter stehen in basalen Rosetten oder dicht an den Triebspitzen. Sie sind flach und wenig gestielt, werden 4,5 bis 9 Zentimeter lang und 0,5 bis 2 Zentimeter breit. Die Blattspreite ist verkehrt eiförmig, fast spatelig bis linealisch verkehrt lanzettlich geformt. Sie sind entweder kahl oder mit wenigen drüsigen Flaumhaaren besetzt. Die Blattoberseite ist flach bis gefurcht, die Unterseite konvex ausgebildet. An der Basis sind die Blätter keilförmig geformt und an der Spitze stumpf oder zugespitzt mit einem aufgesetzten Spitzchen versehen.
Die an der Basis 5 Millimeter im Durchmesser großen und sich später auf 1 Millimeter verjüngenden Blütenstandstiele des 20 bis 50 Zentimeter hohen Blütenstandes sind mit Drüsenhaaren besetzt. Die unteren, blattartigen Tragblätter sind linealisch-lanzettlich geformt und stehen 2 bis 3 Millimeter auseinander. Die oberen sind linealisch, bilden zurückgebogene Spitzen aus, werden 10 bis 12 Millimeter lang und 2 Millimeter breit und stehen in einem Abstand von 1,5 bis 3 Zentimeter zueinander. Während der Blütezeit fallen alle Tragblätter ab. Die aufrecht bis ausgebreitet stehenden Einzelblüten stehen an einem 12 bis 15 Millimeter langen Blütenstiel. Die röhrige, an der Basis 4 Millimeter Durchmesser erreichende Blütenkrone ist grünlich gelb gefärbt und mit purpurnen Streifen versehen. Sie wird 22 bis 25 Millimeter lang und ist in der Mitte auf 7 Millimeter ausgebaucht. Die dreieckig zugespitzten Zipfel werden 7 Millimeter lang und 2,5 Millimeter breit. Sie stehen ausgebreitet und sind später zurückgebogen.

## Systematik und Verbreitung

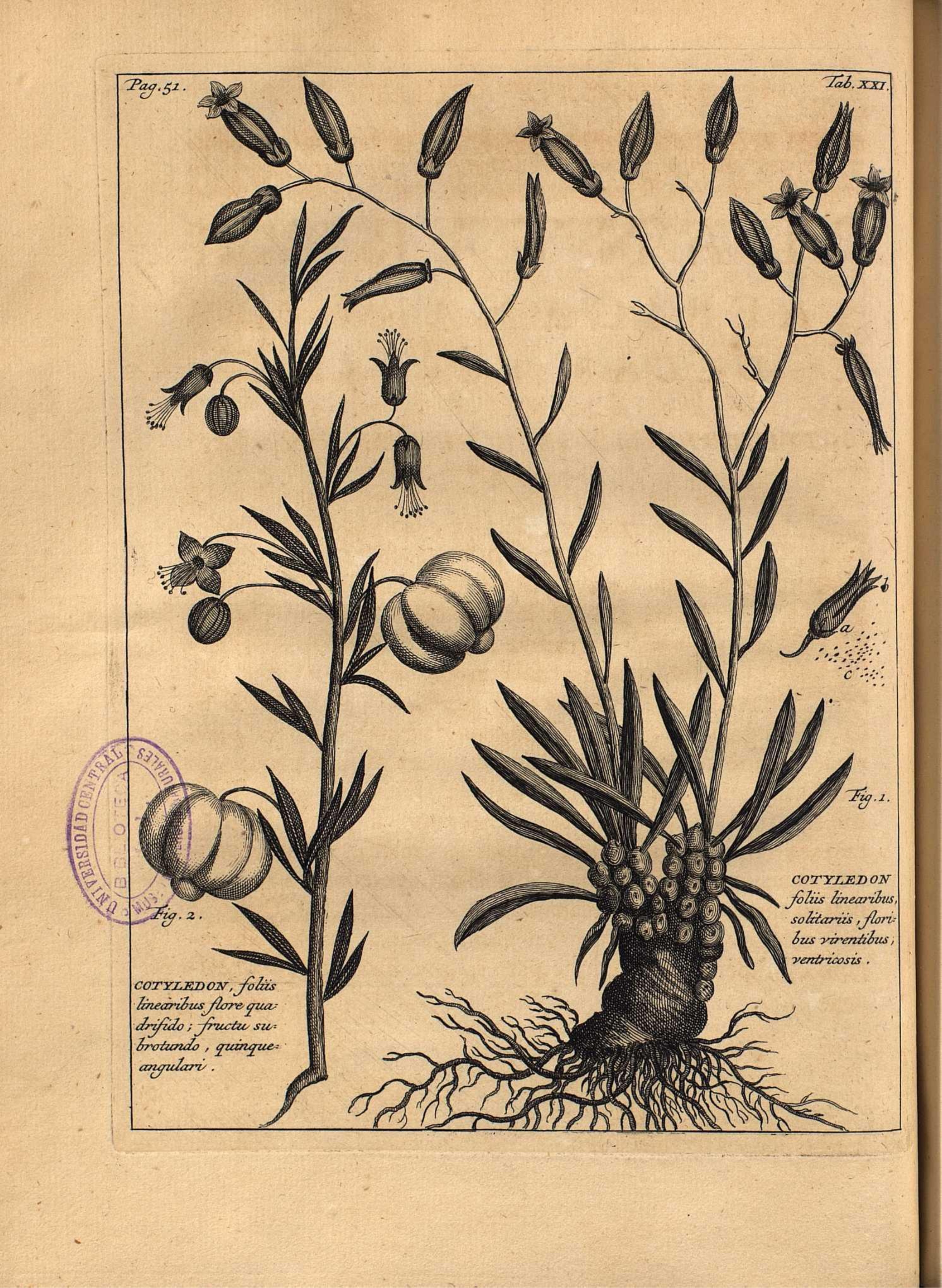
Illustration von 1738 (Fig. 1)

Tylecodon ventricosus ist  in Südafrika in den Provinzen Nordkap, Westkap und Ostkap in der Sukkulenten-Karoo und in Renosterveld verbreitet. Die Erstbeschreibung erfolgte 1768 durch Nicolaas Laurens Burman als Cotyledon ventricosa. Bereits 1738 veröffentlichte Johannes Burman in seinem Werk Rariorum Africanarum Plantarum eine Illustration der Pflanze als Cotyledon ventricosis. 
Helmut Richard Tölken stellte die Art 1978 in die Gattung Tylecodon.
Synonyme sind Cotyledon ventricosa var. alpina Harvey und Tylecodon jarmilae Halda.